# 郭科林
郭科林（直译：科林·詹姆斯·克鲁克斯；20世纪—），LVO，北爱尔兰鄧甘嫩人，英国外交官，曾任英国驻华公使銜參贊、驻朝鲜臨時代辦和大使等职，现任英国驻韩国大使。

## 生平
郭科林毕业于剑桥大学，1992年进入英国外交和联邦事务部（FCO）工作，任拉丁美洲部主管官员，1993年参加韩语培训，1995年赴首尔出任英國駐韓國大使館二等秘书，1998年升任一等秘书。1999年，回到FCO任欧盟理事会科长，2000年转任外交大臣首席演讲稿撰稿人。2002年赴华盛顿，任驻美使馆一等秘书。2006年在FCO担任企业服务副项目总监。2008年，借调到内阁办公厅，同年赴平壤市任驻朝临时代办、朝鲜问题高级政策顾问。2009年任FCO东南亚和太平洋部副主任，2011年借调至歐洲對外事務部，任欧盟驻雅加达代表团副团长，后任驻印尼大使馆临时代办。2015年，赴中华人民共和国北京市任驻华公使衔参赞，2018年赴平壤转任驻朝鲜大使。2021年，因2019冠状病毒病疫情，英国驻朝鲜大使馆被关闭，郭科林离开朝鲜。2022年3月，被正式任命为英国驻韩国大使。

## 家庭
郭科林的妻子是Young-kee Crooks，他们育有两子。